# Comarca de Vitigudino
La comarca de Vitigudino és una comarca de la província de Salamanca (Castella i Lleó). Els seus límits no es corresponen amb una divisió administrativa. Es compon de les subcomarques de El Abadengo, La Ribera, Tierra de Vitigudino i La Ramajería.